# Compagnie des Petites Autos
Die Compagnie des Petites Autos war ein belgischer Hersteller von Automobilen.

## Unternehmensgeschichte
Das Unternehmen hatte seinen Sitz an der Rue Ulens 69 in Brüssel. Es begann 1914 mit der Produktion von Automobilen, die als CAP vermarktet wurden. Im Januar 1914 wurden einige Fahrzeuge auf der Automobilausstellung in Brüssel präsentiert. Im selben Jahr endete die Produktion wegen des Ersten Weltkriegs.

## Fahrzeuge
Das einzige Modell 8 CV war ein Cyclecar. Es wurde in England entwickelt, aber in Belgien produziert. Für den Antrieb sorgte ein luftgekühlter V2-Motor von J.A.P. Jeweils 85 mm Bohrung und Hub ergaben 965 cm³ Hubraum. Die Karosserie bot Platz für zwei Personen hintereinander.